# Diocesi di Crazia
La diocesi di Crazia (in latino Dioecesis Cratiensis) è una sede soppressa del patriarcato di Costantinopoli e una sede titolare della Chiesa cattolica.

## Storia
Crazia, nota anche con il nome di Flaviopoli, identificabile con Gerede nella provincia di Bolu in Turchia, è un'antica sede vescovile della provincia romana di Onoriade nella diocesi civile del Ponto. Faceva parte del patriarcato di Costantinopoli ed era suffraganea dell'arcidiocesi di Claudiopoli. La sede è documentata nelle Notitiae Episcopatuum del patriarcato fino al XII secolo.
Sono diversi i vescovi noti di questa antica sede episcopale, molti dei quali parteciparono ai concili ecumenici del primo millennio: Epifanio (431), Genetlio (451), Diogene (553), Giorgio (680 e 692), Costantino (787) e Basilio (869 e 879). Il primo vescovo noto è Fileto, che fu uno dei vescovi ariani che abbandonarono il concilio di Sardica e a Filippopoli tennero nel 344 un loro concilio alternativo. Paolo visse all'inizio del V secolo e seppe resistere coraggiosamente all'imperatrice Elia Eudossia che perseguitava Giovanni Crisostomo.
Platone sottoscrisse, il 20 luglio 518, la petizione inviata dal sinodo di Costantinopoli al patriarca Giovanni, perché rompesse i suoi legami con Severo di Antiochia e il partito monofisita e ristabilisse la fede calcedonese. Abramo prese parte al concilio di Costantinopoli riunito nel 536 dal patriarca Mena, durante il quale furono condannati Severo di Antiochia e i suoi sostenitori, l'ex patriarca Antimo, il monaco siriano Zoora e Pietro di Apamea. Abramo è da identificare con il santo vescovo omonimo, documentato da una Vita scritta da un suo contemporaneo, Cirillo di Scitopoli, e nella quale si fa menzione del suo diretto predecessore sulla sede di Crazia, Platone, lo stesso vescovo documentato nel 518.
La sigillografia ha restituito i nomi di due vescovi di Crazia, Sabas, vissuto tra X e XI secolo, e Costantino, il cui sigillo vescovile è databile all'XI secolo. Un anonimo vescovo è documentato in occasione di una disputa per un'eredità nel 1033.
Dal XIX secolo Crazia è annoverata tra le sedi vescovili titolari della Chiesa cattolica; la sede è vacante dal 20 gennaio 1985. La sede fu istituita con il nome di Flaviopolitana, che mutò in Cratiensis nel 1930. Il suo ultimo titolare è stato il cappuccino Camilo Plácido Crous y Salichs, vicario apostolico di Caquetá (Sibundoy) in Colombia, oggi diocesi di Mocoa-Sibundoy.

## Cronotassi

### Vescovi greci
- Fileto † (menzionato nel 343/344)
- Paolo † (menzionato nel 403)
- Epifanio † (menzionato nel 431)
- Genetlio † (menzionato nel 451)
- Platone † (menzionato nel 518)
- Sant'Abramo † (menzionato nel 536)[8]
- Diogene † (menzionato nel 553)
- Giorgio † (prima del 680 - dopo il 692)[9]
- Costantino I † (menzionato nel 787)[10]
- Basilio † (prima dell'869 - dopo l'879)[11]
- Sabas (?) † (circa X-XI secolo)[12]
- Anonimo † (menzionato nel 1033)
- Costantino II † (circa XI secolo)

### Vescovi titolari di Flaviopoli
- Jan Jerzy Wilkxycki † (28 luglio 1817 - 15 maggio 1831 deceduto)[13]
- Elías Rodríguez Ortiz † (19 marzo 1857 - 29 novembre 1857 deceduto)
- Eugene O'Connell † (28 settembre 1860 - 3 marzo 1868 nominato vescovo di Grass Valley)
- François-Jean-Marie Laouënan, M.E.P. † (24 luglio 1868 - 25 novembre 1886 nominato arcivescovo di Pondicherry)
- Giovanni Battista Bongiorno † (14 marzo 1887 - 4 dicembre 1901 deceduto)
- Luigi Finoja † (6 dicembre 1906 - 15 marzo 1915 deceduto)
- Bernardo Pizzorno † (6 dicembre 1915 - 7 marzo 1921 nominato vescovo di Luni-Sarzana e Brugnato)
- Paolo Albera † (1º gennaio 1921 - 9 maggio 1924 nominato vescovo di Mileto)
- Michael Francis Glancey † (5 agosto 1924 - 16 ottobre 1925 deceduto)
- Emmanuel Coste † (29 ottobre 1925 - 5 aprile 1930 succeduto vescovo di Carcassonne)

### Vescovi titolari di Crazia
- Joseph Chow Chi-shih (Ceuzisce, Zhou Ji-shi), C.M. † (26 marzo 1931 - 11 aprile 1946 nominato vescovo di Baoding)
- Camilo Plácido Crous y Salichs, O.F.M.Cap. † (10 aprile 1947 - 20 gennaio 1985 deceduto)